# Hartland Snyder
Hartland Sweet Snyder (1913 – 1962) byl americký fyzik,
který spolu s Robertem Oppenheimerem vypočítal gravitační kolaps homogenní koule bez tlaku a zjistil, že nemůže komunikovat se zbytkem vesmíru.
V roce 1955 se vsadil s Mauricem Goldhaberem, že existují antiprotony a sázku nakonec vyhrál.
Některé publikace, které napsal spolu s Ernestem Courantem
položily základy fyziky urychlovačů. Hartland s Courantem a Miltonem Livingstonem vyvinuli princip silného zaměření, kterým umožnil vybudování moderních urychlovačů částic.